# Janry
Pour les articles homonymes, voir Geurts.
Janry, de son vrai nom Jean-Richard Geurts, né le 2 octobre 1957 à Jadotville, au Congo belge (aujourd'hui Likasi en République démocratique du Congo), est un auteur de bande dessinée belge.

## Biographie
Jean-Richard Geurts naît le 2 octobre 1957 à Jadotville. Il arrive à Bruxelles en 1967 avec ses parents. Copiant au début les dessins de son frère, il commence par enchaîner les dessins d'avions. Sa mère, souhaitant qu'il « fasse autre chose que des avions », l'inscrit à un cours de dessin en Belgique. Là, il se passionne pour le dessin et rencontre plus tard, dans une école d'arts graphiques son grand compagnon et futur scénariste Philippe Tome avec qui il signera plus tard sous les pseudonymes associés Tome et Janry.
Au début des années 1980, ils entreprennent ensemble la reprise des Aventures de Spirou et Fantasio. Ils signent au total 14 albums, dans un style humoristique (à l'exception de leur dernier album, Machine qui rêve paru en 1998, dessiné dans un style semi-réaliste, une première remarquée dans l'histoire de la série).
Parallèlement aux Aventures de Spirou et Fantasio, Tome et Janry créent en 1987 la série dérivée Le Petit Spirou, proposition d'exploration de la jeunesse du héros, dont ils imaginent des histoires courtes.
La série rencontre un rapide succès, dépassant même celui du « grand » Spirou. Quand ils quittent les Aventures de Spirou et Fantasio, Tome et Janry se concentrent donc sur cette série dérivée. Ils sortent trois albums entre 1990 et 1992, puis au moins un album tous les ans et demi, avec une prépublication des gags en une planche dans l'hebdomadaire jeunesse Spirou.
En 1999, quand ils arrêtent officiellement Spirou et Fantasio, laissant un album inachevé, intitulé provisoirement Zorglub à Cuba, c'est pour se concentrer sur leur série dérivée, qui vient alors de livrer son huitième tome.
En 2001, à partir du tome 10 du Petit Spirou, ils passent à un rythme de publication bi-annuel.
Parallèlement, Janry se lance dans l'écriture. En 1999, sort le premier album de la série humoristique Passe-moi l'ciel, dessinée par le coloriste du Petit Spirou, Stuf.
La série ne connaît pas un succès comparable au Petit Spirou, mais sept albums sont édités, jusqu'en 2015. Fin novembre de cette même année, Janry annonce que désormais, il assurera aussi le dessin de la série, afin de "prolonger l'existence" de son collaborateur et ami disparu durant l'été précédent.
En 2013 et 2015, Janry dévoile Les Aventures de Poussin 1er, une nouvelle série en tant que dessinateur, la première sans Philippe Tome : il s'agit de gags en une planche, scénarisés par l'auteur et romancier Éric-Emmanuel Schmitt.
Janry est également musicien, il joue de la basse dans le Boy's Bande dessinée,.

### Vie privée
Après avoir longtemps vécu à Bruxelles, il demeure à Lathuy depuis 2000,.

## Œuvre

### Collectifs
- Baston Labaffe no 5 : La Ballade des baffes[26], Goupil éditeur, septembre 1983
Scénario et couleurs : collectif - Dessin : collectif dont Janry -  (ISBN 2-86725-006-4)
- Catalogue imaginaire[27], Dupuis, Marcinelle, 1985
Scénario et couleurs : collectif - Dessin : collectif dont Janry,Hors commerce. Tirage limité à 1 000 exemplaires.
- L'Oiseau de la paix[28], Association du livre de la paix, janvier 1986
Scénario et couleurs : collectif - Dessin : collectif dont Janry,40 auteurs réunis pour un album pour la paix.
- Collectif dont Janry, Pétition[29] : À la recherche d'Oesterheld et de tant d'autres !, Amnesty International - Belgique francophone ASBL Groupe 64, novembre 1986, 47 p., p. 1 strip)
- 2. Les Belles Histoires d'Onc' Renaud : Le Retour de la bande à Renaud[30], Delcourt, Paris, septembre 1988
Scénario et couleurs : collectif - Dessin : collectif dont Janry -  (ISBN 2-906187-15-1),réédition en intégrale en 2002  (ISBN 2-84055-994-3). Participation : Putain de camion[31].
- HS01. Boule et Bill font la fête, Dargaud, Bruxelles, 27 juillet 1999
Scénario et couleurs : collectif  - Dessin : Roba et ses amis dont Janry -  (ISBN 2-87129-250-7)
- Spirou défenseur des droits de l'homme, Dupuis, Marcinelle, 14 juin 2019
Scénario : collectif - Dessin : collectif dont Janry - Couleurs : quadrichromie -  (ISBN 979-10-34739-25-7)

### Artbooks
- Histoires d'œuf, Écho vision, Paris, 1989
Scénario : collectif dont Tome - Dessin : collectif dont Janry - Couleurs : quadrichromie -  (ISBN 2-906005-01-0),Album tiré à 1989 exemplaires. Toilé noir sans inscription avec jaquette comportant un dessin de Franquin et de Frank Margerin.

### Discographie
- 1995 : Spirou 3000 Le CD[32], Dupuis
- 2018 : Monsieur Lulu[32], Not On Label, 425219.

## Réception

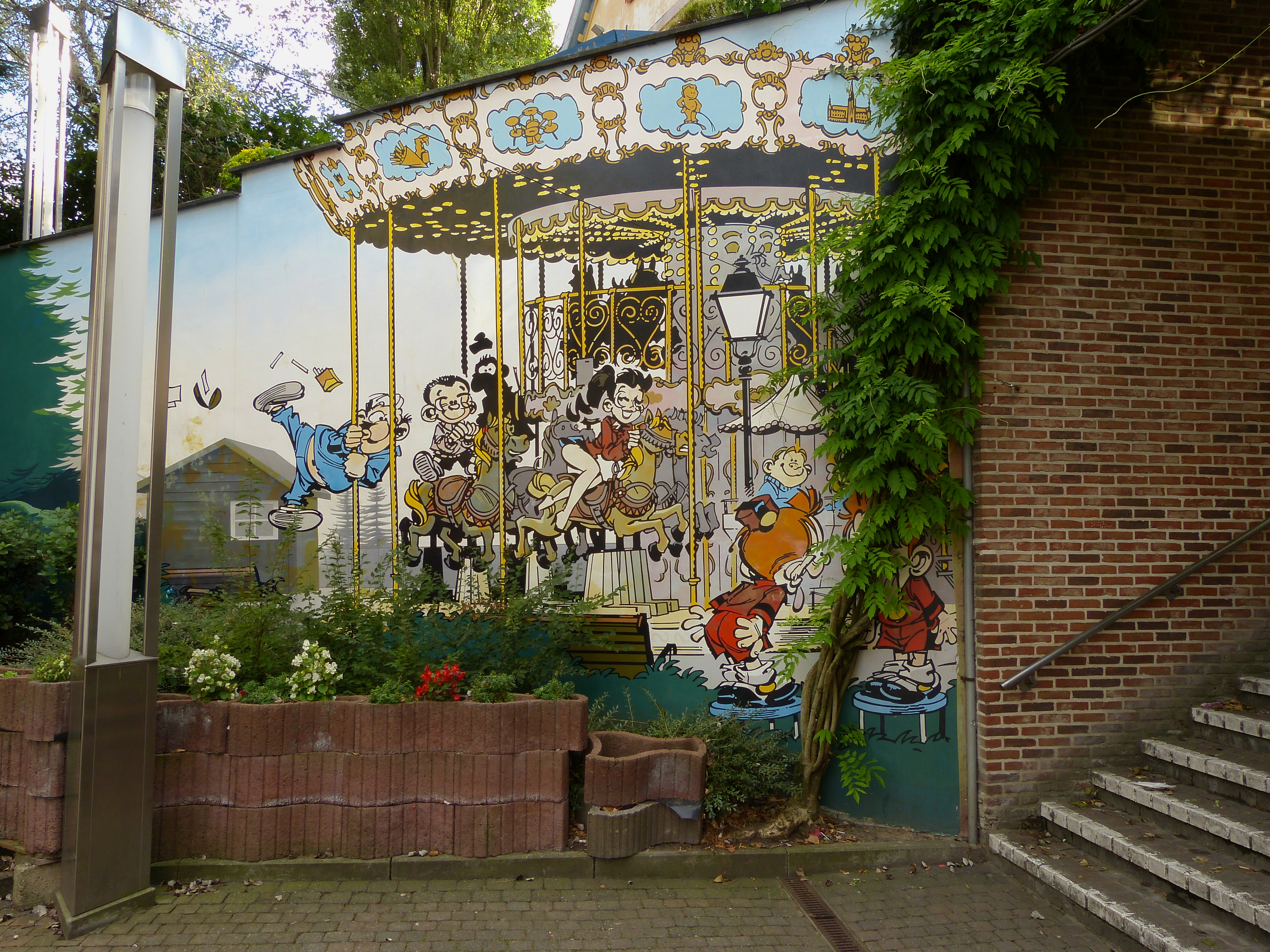
Fresque murale Le Petit Spirou à Bruxelles

### Prix et récompenses
- 1991 :  prix d'honneur au Festival de bande dessinée de Middelkerke à Middelkerke avec Tome pour Spirou et Fantasio[33] ;
- 1992 :  Alph-Art humour et Alph-Art jeunesse au festival d'Angoulême pour Le Petit Spirou t. 2 (avec Tome)[34] ;
- 1996 :  prix du meilleur album jeunesse, décerné le Festival international de la bande dessinée de Chambéry[35] pour Le Petit Spirou t. 6 partagé avec Tome.

### Autres honneurs
L'astéroïde (49106) Janry est nommé en son honneur.

### Postérité

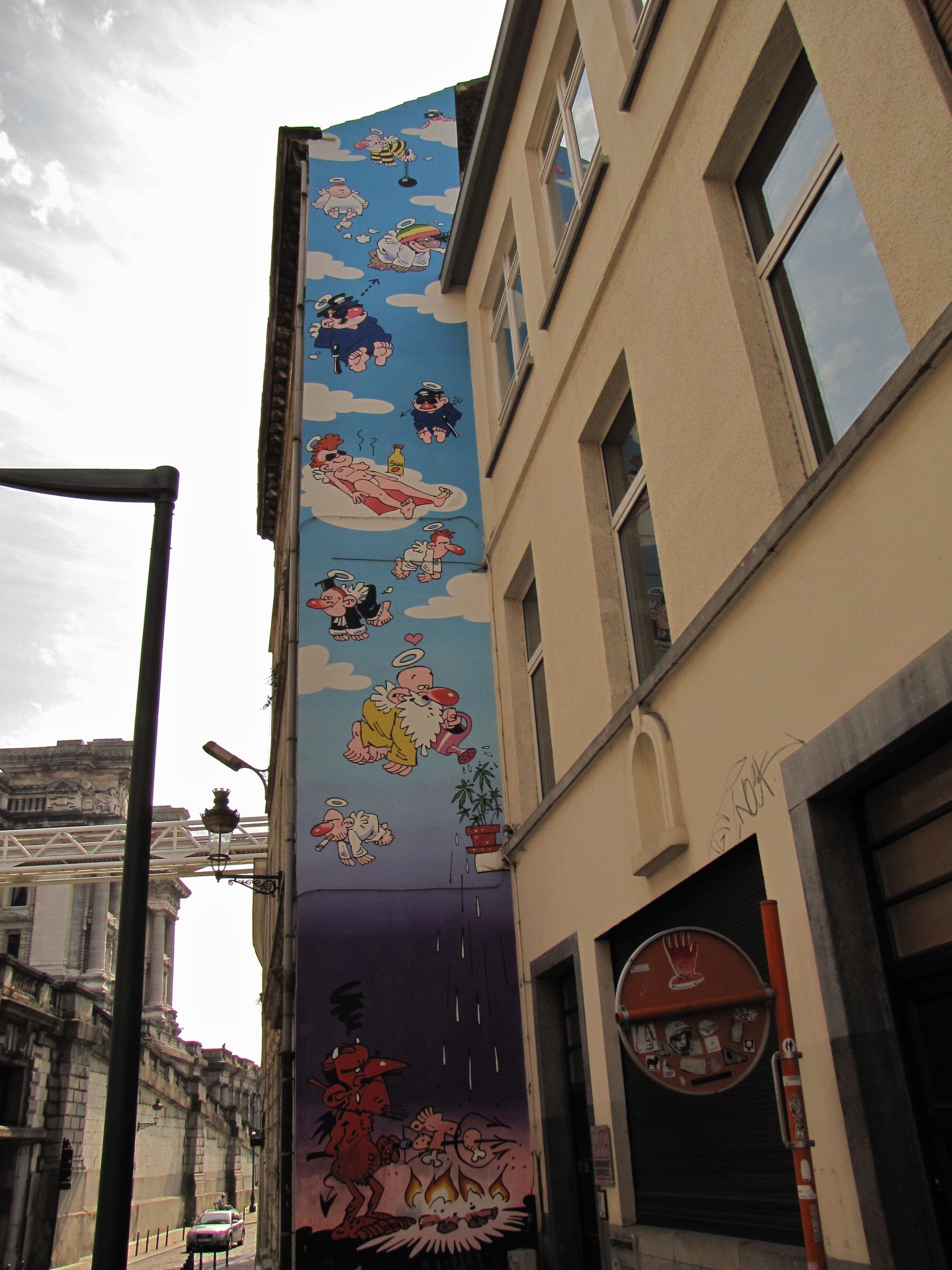
Fresque murale Passe-moi l'ciel

La fresque murale Petit Spirou a été réalisée en mai 1996 lors des festivités célébrant le Centenaire de la bande dessinée. Elle est située Boulevard du Centenaire, Place de Bruparck. Sa réalisation est due aux artistes G. Oreopoulos et D. Vandegeerde d'Art Mural. Elle couvre une superficie approximative de 50 m2.
En septembre 2002, une fresque inspirée de la série Passe-moi l'ciel est inaugurée au 91 rue des Minimes. La réalisation est due à Art Mural. Elle couvre une superficie de 28 m2 à Bruxelles. Elle fait partie du parcours BD de Bruxelles.